# Etiopisk-ortodoxa kyrkan
Etiopisk-ortodoxa kyrkan är statskyrkan i Etiopien. Den är en ortodox kyrka med 35 miljoner medlemmar. Etiopien är det näst äldsta kristna landet i världen. Sedan år 1993 finns det en separat eritreansk-ortodox kyrka.

## Historia
Under mitten av 300-talet blev Axum (norra Etiopien) kristet under kung ‘Ezana. Den antas ha utvecklats direkt genom att medlemmar av en gammal etiopisk judendom övergick till kristendom. Kyrkan var länge beroende av den koptisk-ortodoxa kyrkan, med säte i Alexandria i Egypten, men blev oberoende på mitten av 1900-talet när kejsaren Haile Selassie (1892–1975) styrde Etiopien. Den hade en blomstringsperiod på 1200- och 1300-talet då den bedrev omfattande mission och restaurerade gamla kloster. Genom europeisk mission på 1800-talet, närmade sig kyrkan den romersk-katolska kyrkan. Under 1900-talet försökte Italien, under sin ockupation av landet, göra kyrkan lojal mot Italien, men efter kriget, ledde det i stället till att kyrkan frigjorde sig från den koptiska kyrkan.

## Teologi
Kyrkan vägrade delta på kyrkomötet i Chalkedon år 451 och erkänner bara de tre första ekumeniska mötena. Den etiopisk-ortodoxa kyrkan är miafysitisk.

## Bibel
I den etiopiskt-ortodoxa kyrkans Bibel ingår vissa av Pseudepigraferna och Mezmure Dawit som betyder på svenska Psalm.

## Populärkultur
Reggae-artisten och rastafarianen Bob Marley (1945–1981) fick en etiopisk-ortodox begravning år 1981 i sitt hemland Jamaica, vilket enbart var möjligt eftersom han hade konverterat och blivit döpt år 1980 av den etiopisk-ortodoxa kyrkans ärkebiskop för Nordamerika.